# Hạnh đào
Hạnh đào cũng gọi là biển đào (danh pháp khoa học: Prunus dulcis) là loài thực vật bản địa ở Trung Đông và Nam Á, thuộc Chi Mận mơ (Prunus). Hạnh đào cùng với đào (P. persica) được xếp vào cùng phân chi Amygdalus, phân biệt với các phân chi khác nhờ lớp vỏ hạt cứng (vỏ quả trong) có nếp nhăn lượn sóng bao bọc bên ngoài nhân (hạt giống). Nhân của quả hạnh đào (Hạnh đào nhân) thường được gọi là hạnh nhân, đây là một nguyên liệu dùng trong nhiều món ăn. Quả hạnh đào là một loại quả hạch và không phải là quả kiên thực sự.
Hoa hạnh đào thường nở vào đầu mùa xuân, tháng 3 hay tháng 4 tại bắc bán cầu và tháng 9, tháng 10 tại nam bán cầu.

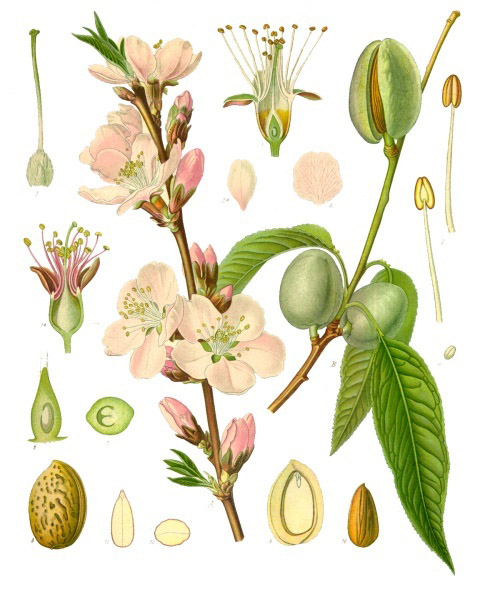
Minh họa trong Köhler’s Medizinal-Pflanzen
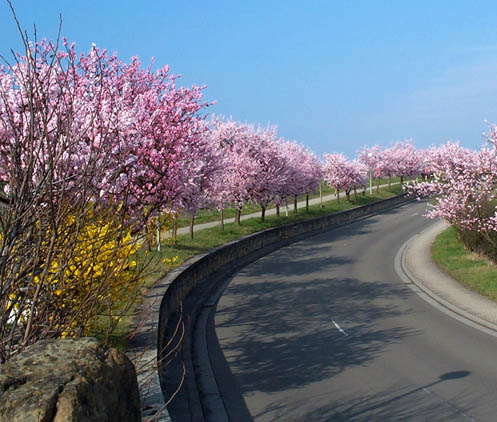
Hoa hạnh đào tại Đức
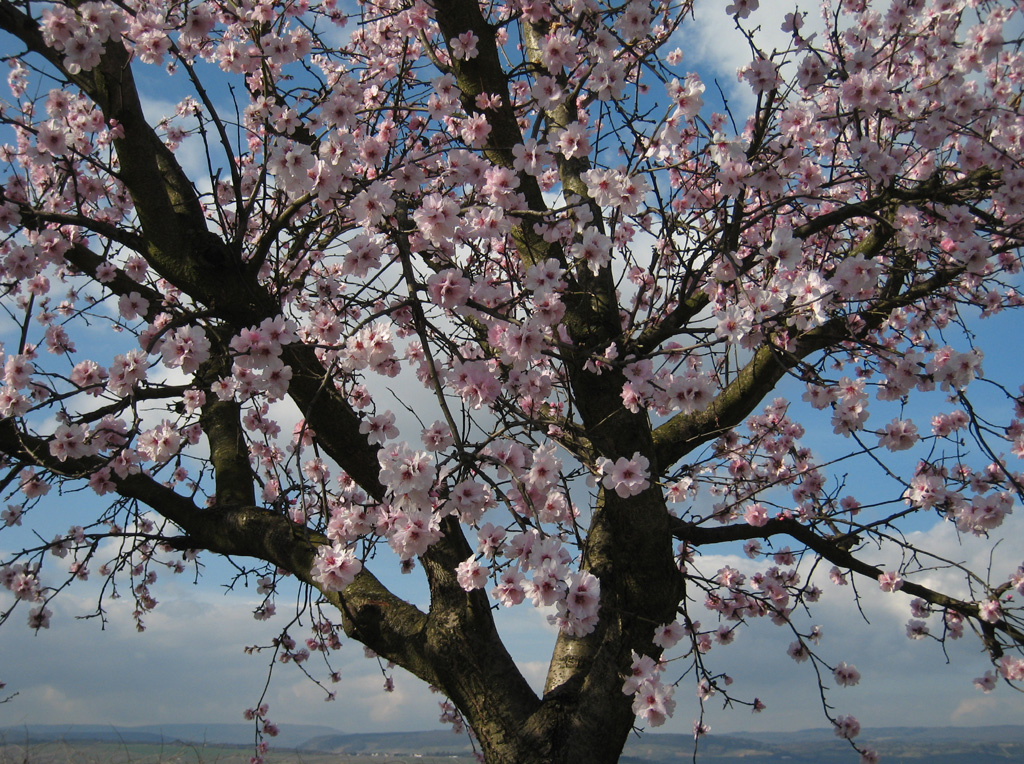
Một cây hạnh đào trổ bông
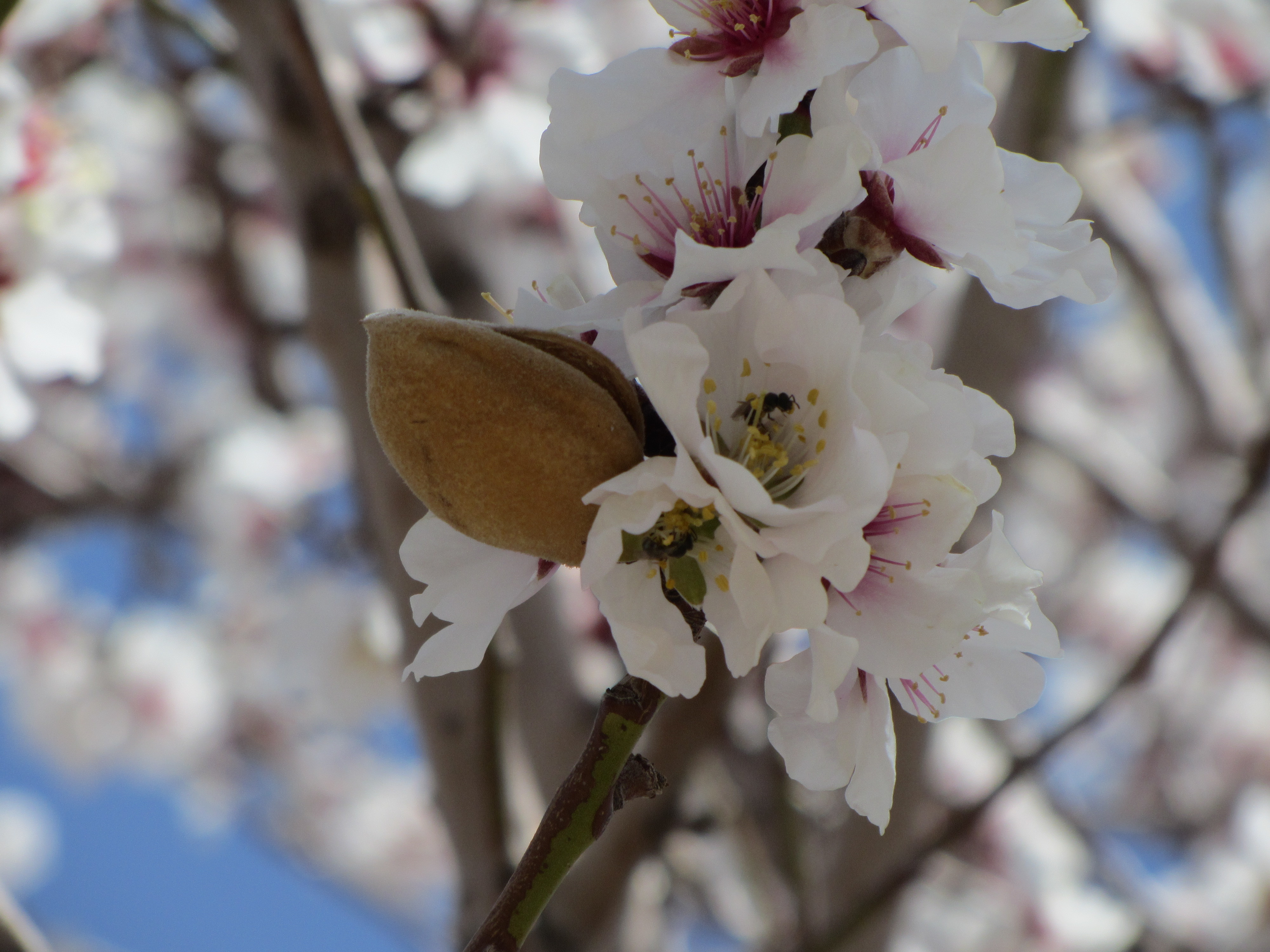
Hạnh đào trổ hoa và kết trái ở Tudeshg, Isfahan, Iran
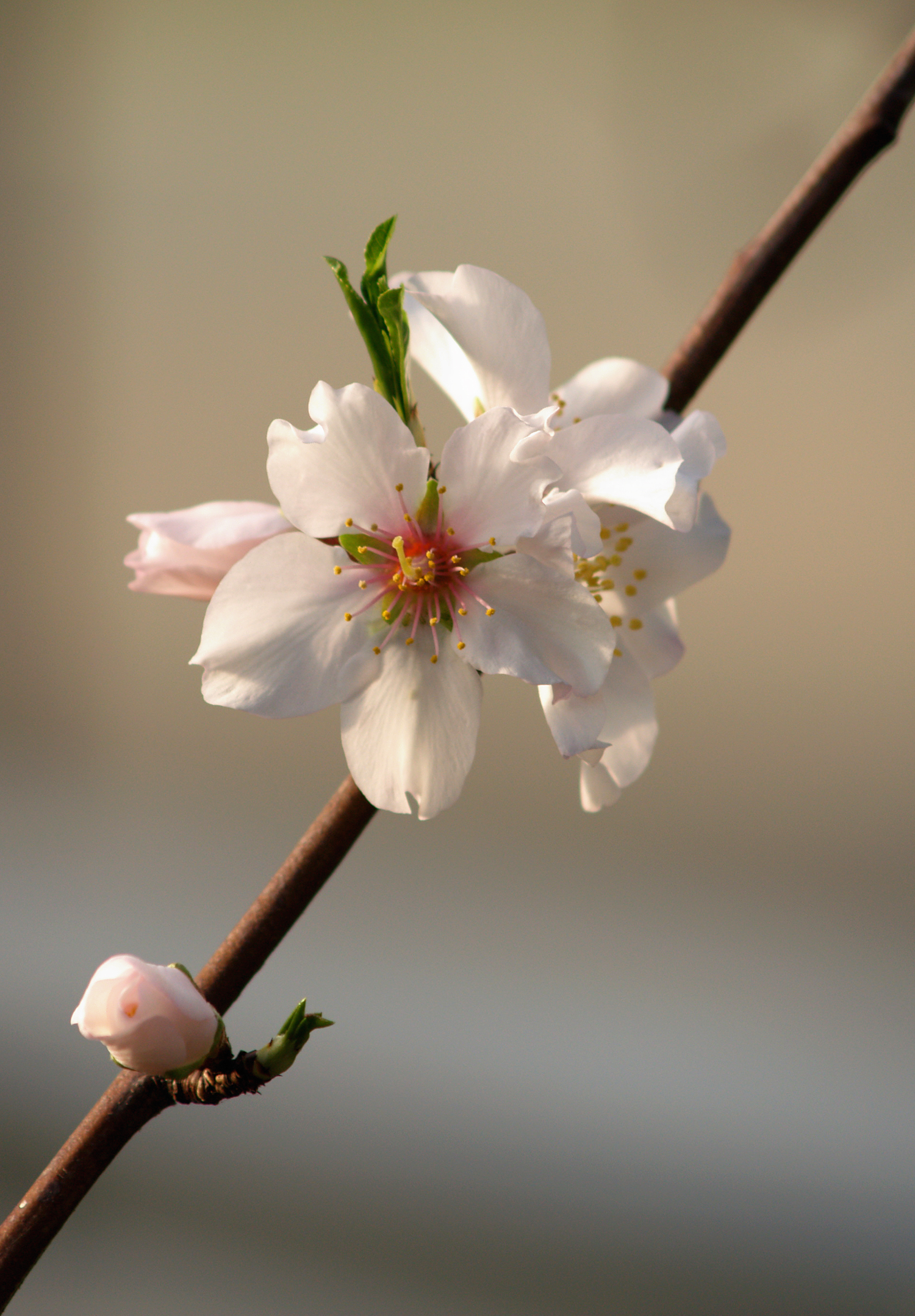
Hoa và nụ
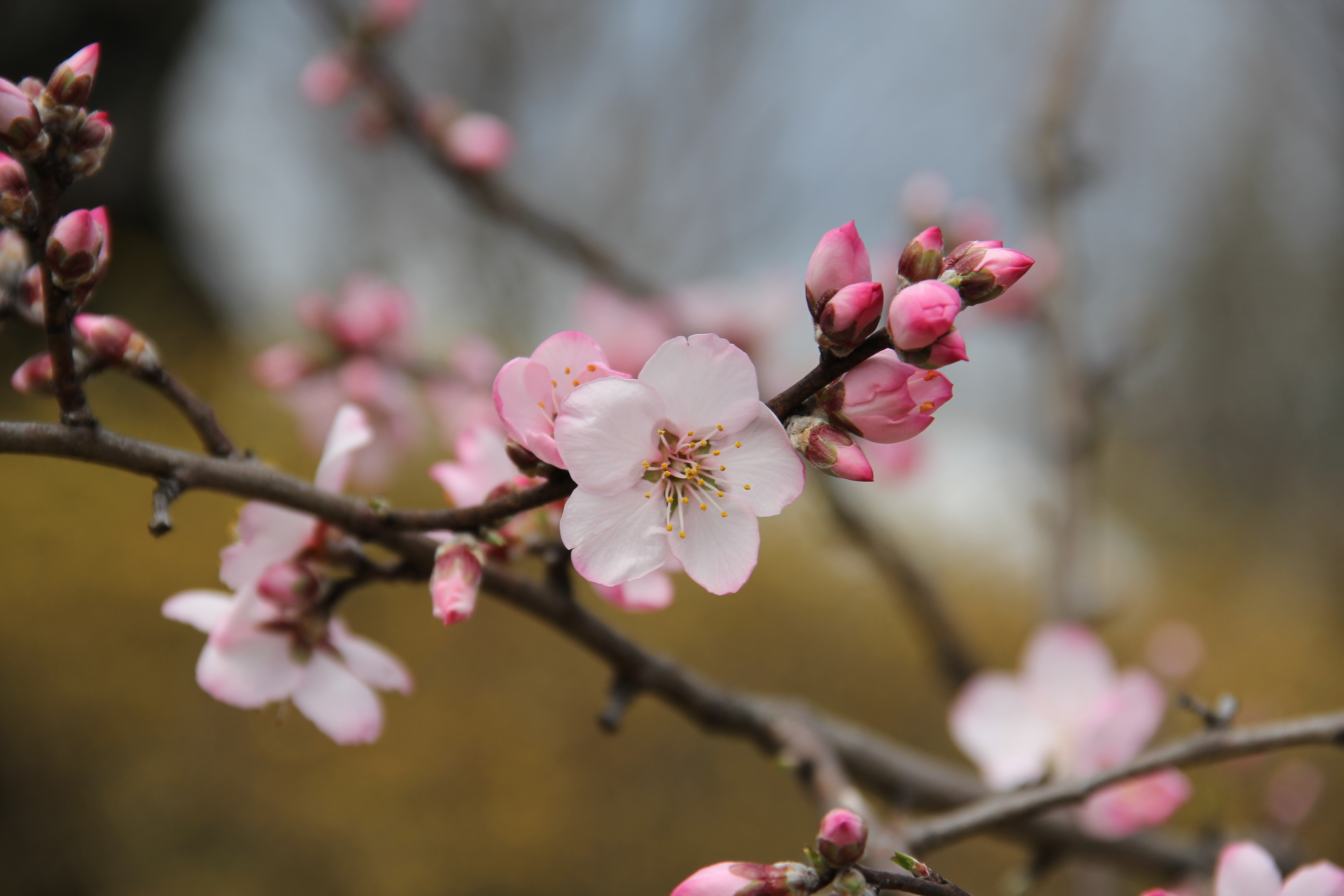
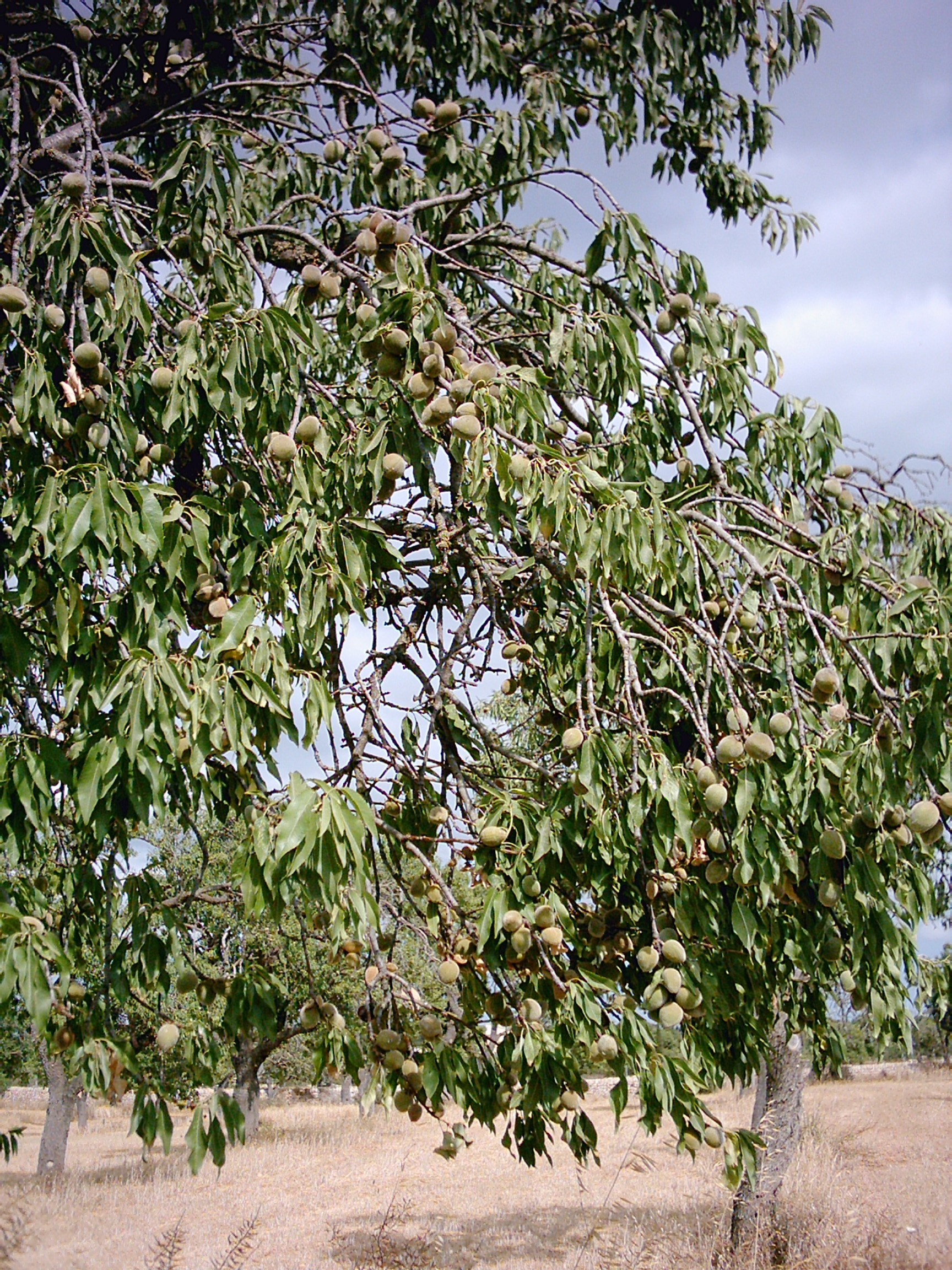
Cây hạnh đào với quả chín, Mallorca, Tây Ban Nha
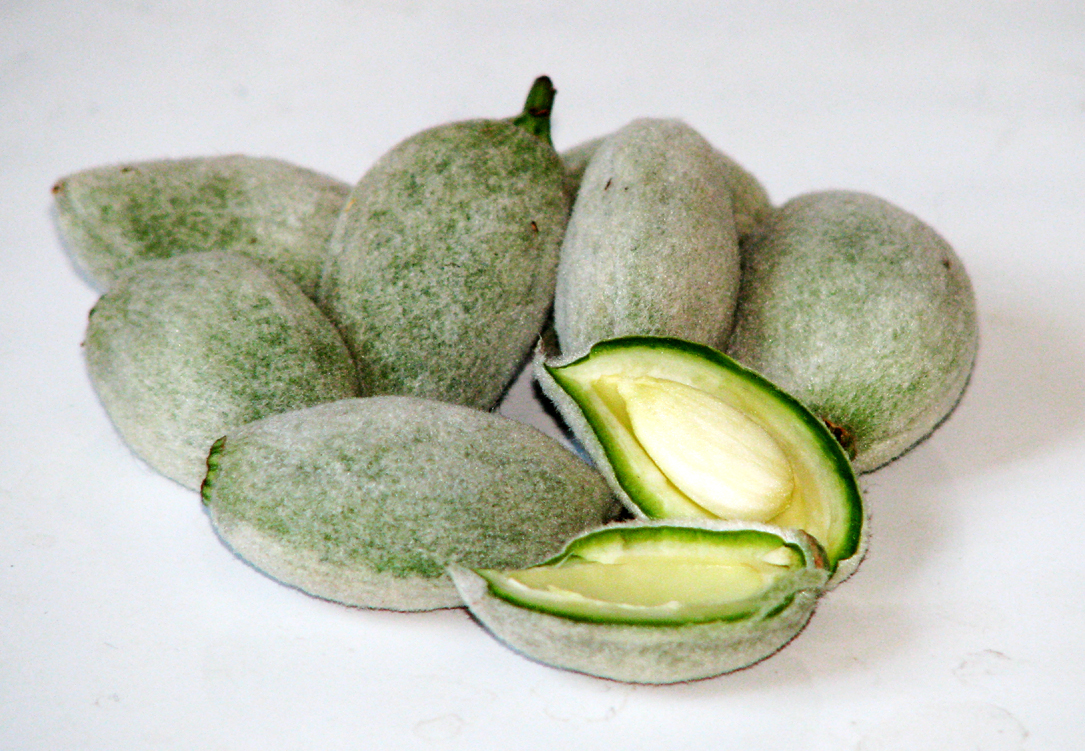
Quả hạnh đào xanh
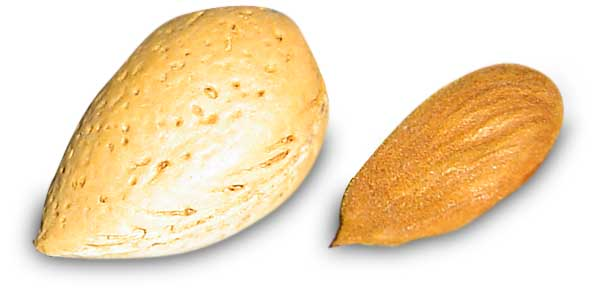
Hạnh nhân với vỏ cứng và đã bỏ vỏ cứng
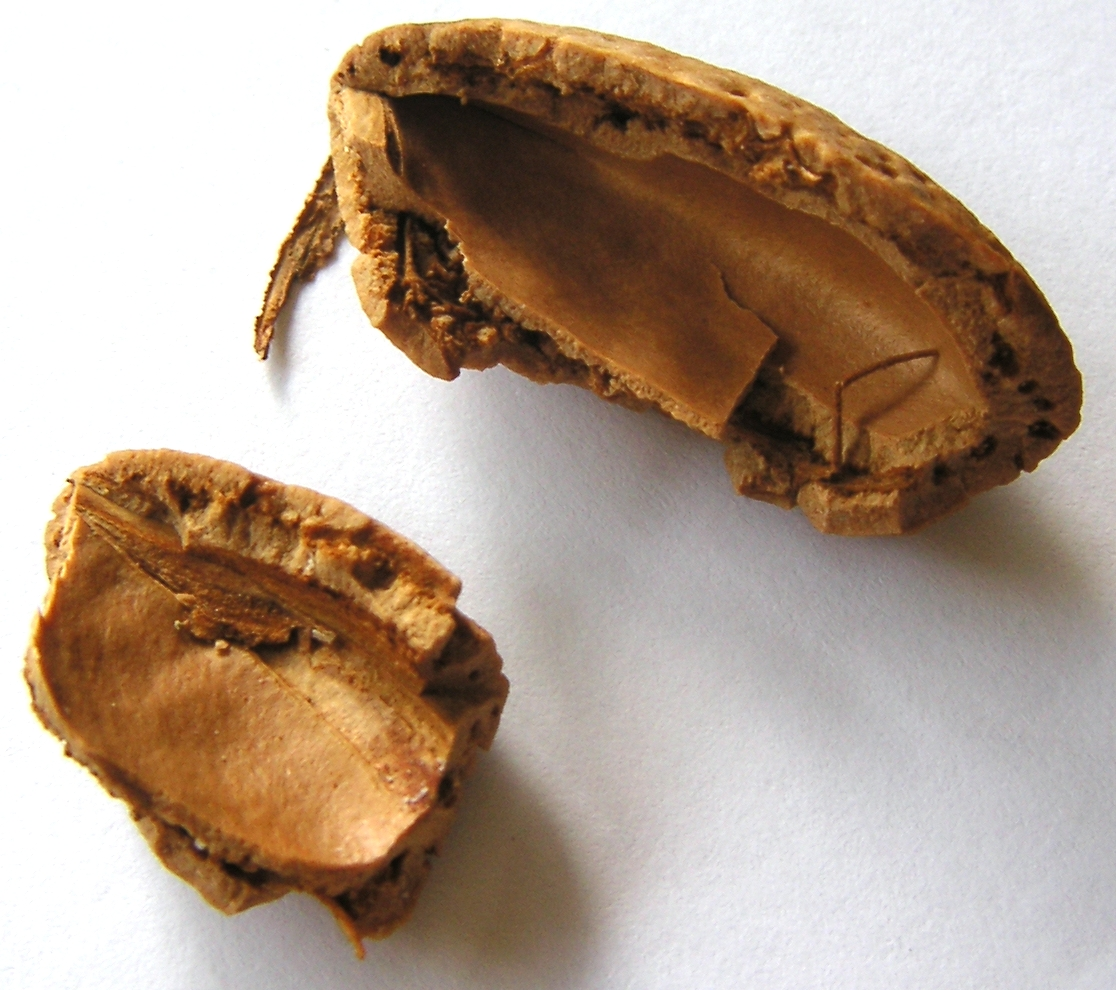
Vỏ cứng của hạnh nhân đã mở
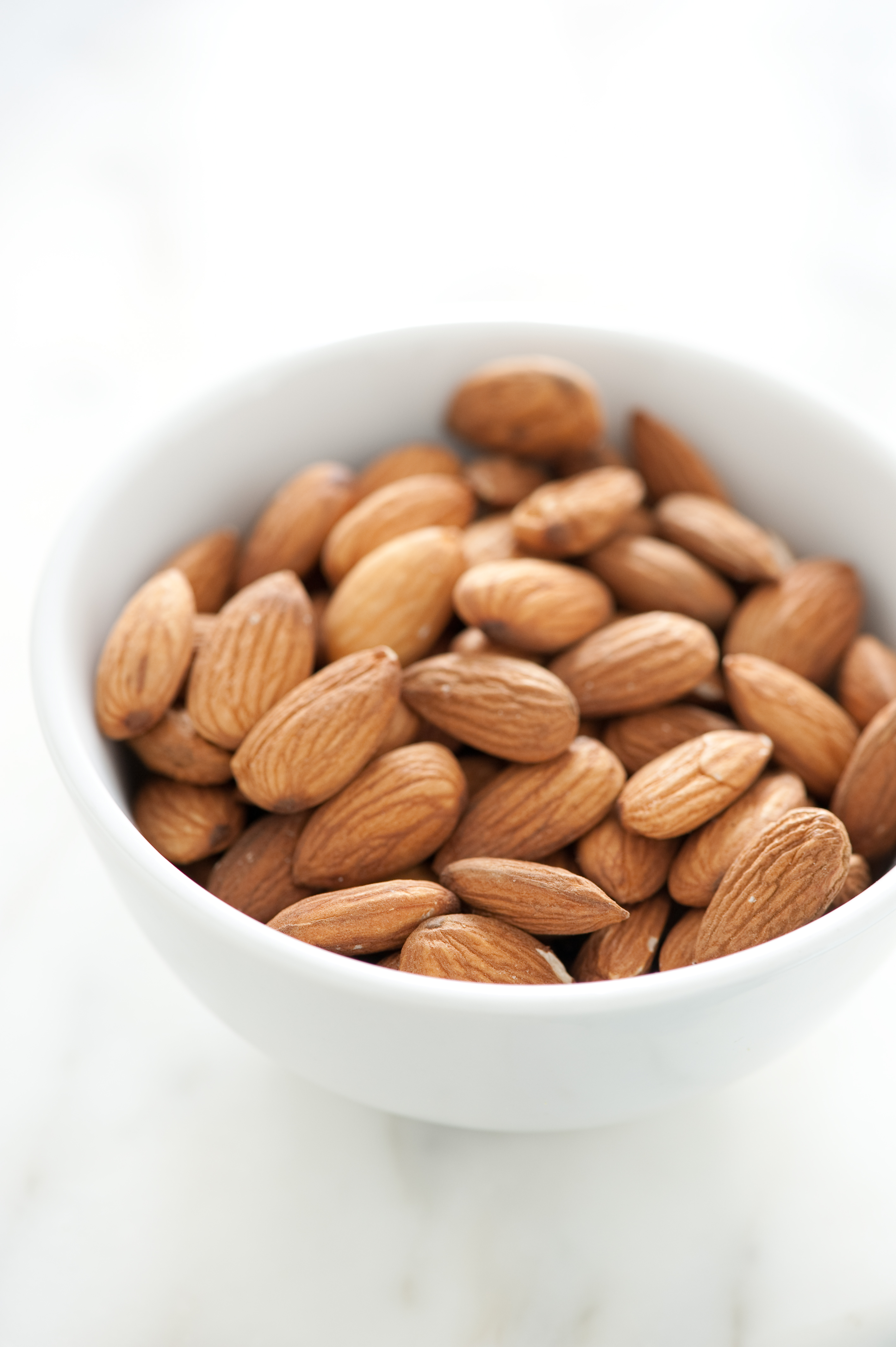
Một tô hạnh nhân
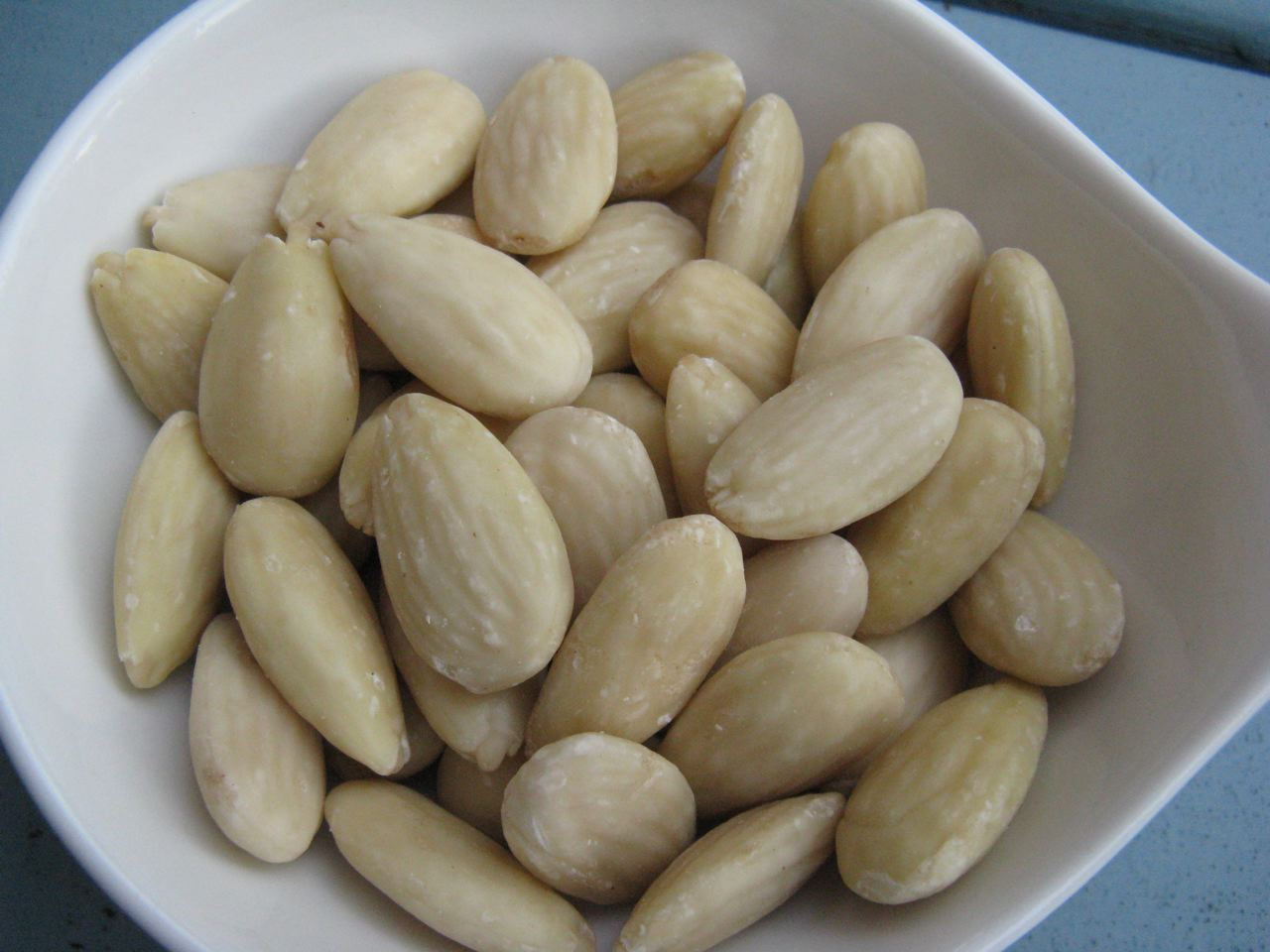
Hạnh nhân được bóc đi lớp áo sau khi đã chần nước sôi